# Kościół Wniebowzięcia Najświętszej Marii Panny w Wągrowcu
Kościół Wniebowzięcia Najświętszej Marii Panny w Wągrowcu – kościół dawnego opactwa cysterskiego, obecnie kościół parafialny parafii Wniebowzięcia Najświętszej Maryi Panny znajdujący się w Wągrowcu, przy ul. Klasztornej.

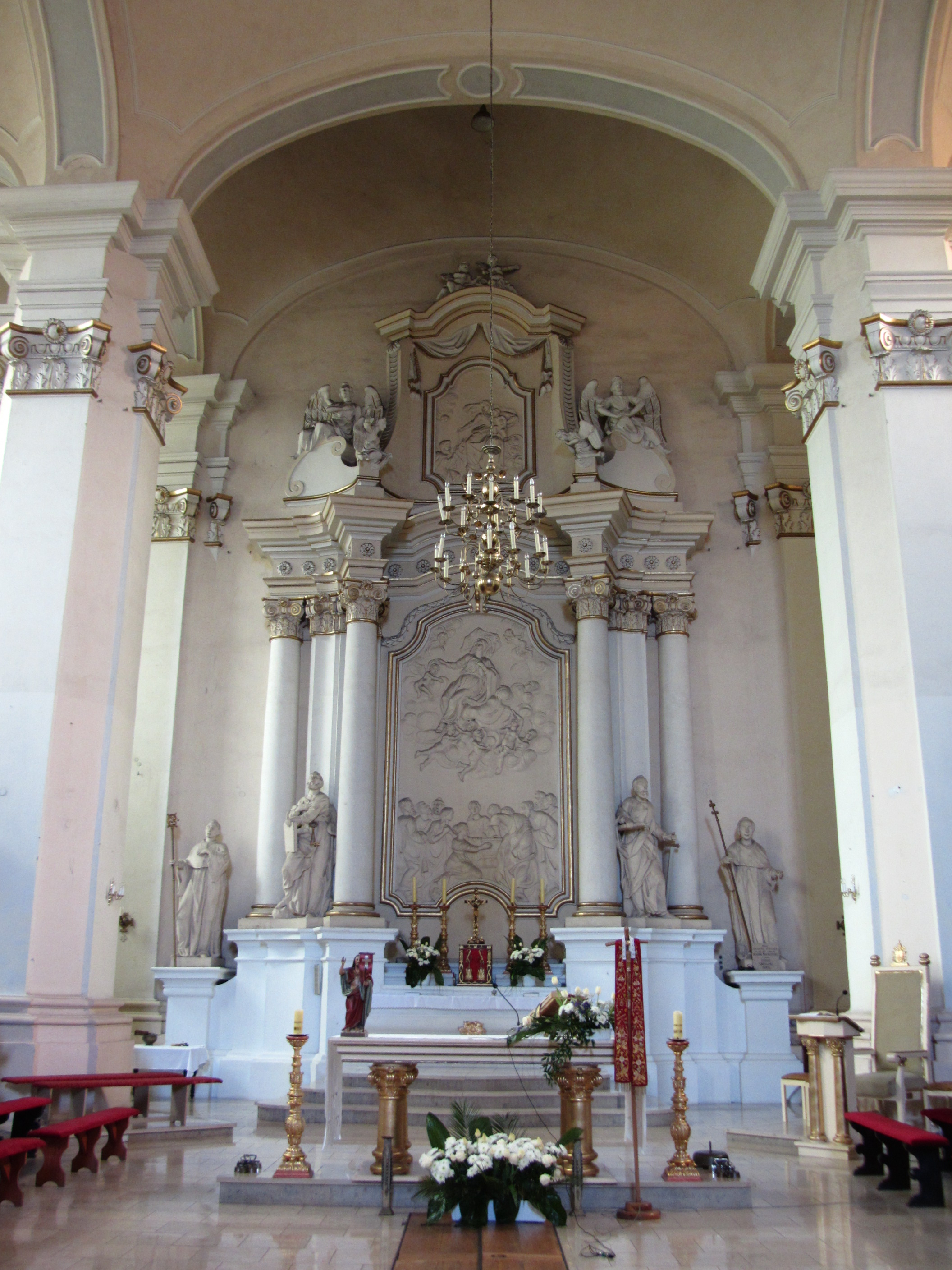
Wnętrze kościoła Wniebowzięcia NMP

Przy kościele w XVII w. działała szkoła, jej rektorem był w 1639 Adam Gradowicz, studiujący wcześniej w Akademii Lubrańskiego.. Kościół po pożarze 1747, na nowo zbudowany, ukończony 1799 roku. Podczas okupacji zamieniony na magazyn, 1945 podpalony przez Niemców przed ucieczką, wypalił się doszczętnie. Jednocześnie spłonął przyległy klasztor, zbudowany w XVIII wieku z wykorzystaniem murów gotyckich. Po wojnie w latach 1946–1968, odbudowano kościół i klasztor. W 1968 roku w pomieszczeniach poklasztornych urządzono Dom Zasłużonego Kapłana Archidiecezji Gnieźnieńskiej im. Jakuba Wujka, który działał do czerwca 1997 roku. Obecnie skrzydło północne i zachodnie należą do parafii Wniebowzięcia Najświętszej Maryi Panny, a skrzydło wschodnie i południowe zostały przeznaczone na inne cele. W dniu 1 września 2013 roku opiekę nad kościołem i parafią przejęli Ojcowie Paulini.